# Lhasa Apso
Il Lhasa Apso o Lhassa Apso (in cinese semplificato 拉萨犬, in cinese semplificato 拉薩犬, pinyin Lāsàquǎn, "cane di Lhasa") è un cane tibetano di taglia piccola. è presente anche nell'Himalaya orientale, incluso il Sikkim, e Arunachal Pradesh.
Il Lhasa Apso è classificato, nella nomenclatura della Federazione cinologica internazionale, FCI, nel gruppo 9, cani da compagnia, più specificatamente nella sezione 5 (Cani del Tibet) insieme allo Shih Tzu, il Tibetan spaniel e il Tibetan Terrier.
Il nome Lhasa Apso in lingua tibetana significa "cane barbuto di Lhasa", in quanto apso vuol dire "barbuto". Secondo altre opinioni sarebbe invece una contrazione di rapso, "capra", la capra tibetana caratterizzata dal pelo lungo, per cui il significato sarebbe "cane-capra di Lhasa".

## Storia
Il Lhasa Apso ha origini molto antiche. È originario del Tibet, un paese dell'Asia inframezzato di montagne e altopiani con condizioni climatiche difficili: in inverno vi sono venti molto forti con temperature basse, mentre in estate si presenta un caldo afoso durante il giorno e forti abbassamenti di temperature di notte. Le condizioni climatiche di questo paese hanno inciso fortemente sull'aspetto fisico e sul carattere di questo cane. L'avvento del Buddismo in Tibet coincide con la nascita di questa razza avvenuta nel V secolo a.C. La fede buddista prevede un rapporto di comprensione con i propri cani in relazione alla dottrina della rincarnazione che sostiene la possibilità del passaggio dello spirito umano nel corpo del cane. Ecco perché il popolo tibetano rispetta molto questa razza. Il Lhasa Apso viveva a stretto contatto con il Dalai Lama nel suo tempio e nello stesso tempo faceva da guardiano proprio in virtù della sua attinenza a segnalare eventuali intrusioni nel luogo sacro.

## Caratteristiche fisiche
È un cane di piccola taglia caratterizzato da un lungo pelo liscio e pesante. La testa è stretta con abbondante pelo sopra gli occhi e lunghi baffi. Il tartufo è bene evidente. Gli occhi sono scuri e generalmente non si deve vedere il bianco del globo oculare. Sono ammessi tutti i colori ma generalmente si trova nei colori oro, miele ma anche nero, bianco e marrone oppure pluricolore.

## Carattere
È un cane molto attivo, intelligente e sicuro di sé. Ha una personalità molto forte. È un ottimo cane da compagnia proprio per il suo carattere allegro e dolce anche se diffidente verso gli estranei. È un cane obbediente e un fedele compagno ma considera il padrone un suo pari. Ama molto camminare e fare lunghe passeggiate ma soprattutto giocare. Come tutti i cani ama farsi coccolare ma la sua risposta non è mai eccessiva. È un cane tranquillo e indipendente per questo affronta le eventuali assenze del padrone serenamente senza atteggiamenti di disperazione. Proprio per le sue origine è un ottimo cane da guardia nonostante le sue dimensioni, russa molto.

## Salute
I Lhasa Apso sono soggetti a problemi renali ereditari, che possono causare anche problemi del metabolismo osseo e frequenti fratture.
I cani, nonostante la piccola mole sono anche soggetti alla displasia dell'anca.